# Giulia Michelini
Pour les articles homonymes, voir Michelini.
Giulia Michelini (née le 2 juin 1985 à Rome) est une actrice italienne.

## Biographie
Remarquée par le réalisateur Gabriele Muccino, Giulia Michelini commence sa carrière artistique à la télévision, alors qu'elle est encore étudiante, en jouant, en 2002, dans la troisième saison de Distretto di Polizia, où elle interprète le rôle de Sabina Corsi, sœur de Julia Corsi (Claudia Pandolfi).
L'année suivante en 2003, elle joue son premier rôle au cinéma dans Ricordati di me, film de Gabriele Muccino. En 2004, elle participe à la mini-série télévisée Paolo Borsellino (it) et au cours des années suivantes elle travaille principalement pour la télévision[précision nécessaire].
En 2007, elle revient au cinéma avec le rôle de Francesca dans La ragazza del lago, d'Andrea Molaioli, avec Toni Servillo et Valeria Golino.
En 2009, elle interprète Marika, dans le film Cado dalle nubi avec Checco Zalone. En 2011, sa carrière prend un nouvel élan, puisqu'elle apparaît dans trois films : Immaturi, de Paolo Genovese; Febbre da Fieno, de Laura Lucchetti et Cavalli, de Michele Rho dans le rôle Veronica.
En 2011, on peut la voir également dans la mini-série TV I soliti idioti (it) où elle tient le rôle de Carmela.
En 2012, elle participe à la série Squadra antimafia - Palermo oggi (it) - série TV, programmée sur Canale 5.

## Filmographie

### Séries
- 2002-2005 : Julia Corsi, commissaire (Distretto di Polizia)
- 2004 : Paolo Borsellino (it), réalisation de Gianluca Maria Tavarelli (it)
- 2005-2008 : Les Spécialistes : Investigation scientifique (R.I.S. - Delitti imperfetti)
- 2006 : Vientos de agua, réalisation de J. J. Campanella
- 2006 : Il vizio dell'amore, réalisation de Mariano Cirino - épisode: Il vicino
- 2008 : Aldo Moro - Il presidente (it), réalisation de Gianluca Maria Tavarelli (it)
- 2009 - 2016 : Squadra antimafia - Palermo oggi (it)
- 2009 : La scelta di Laura (it), réalisation d'Alessandro Piva
- 2011 : I soliti idioti (it) (2011)

### Cinéma
- 2003 : Souviens-toi de moi (Ricordati di me) de Gabriele Muccino : Ilaria
- 2007 : La Fille du lac (La ragazza del lago) d'Andrea Molaioli : Francesca
- 2009 : Cado dalle nubi de Gennaro Nunziante : Marika
- 2009 : Le Rêve italien (Il grande sogno) de Michele Placido
- 2010 : Febbre da fieno de Laura Luchetti : Franki
- 2011 : Immaturi de Paolo Genovese : Cinzia
- 2011 : Cavalli de Michele Rho : Veronica
- 2014 : Allacciate le cinture de Ferzan Özpetek
- 2017 : Où je n'ai jamais habité (Dove non ho mai abitato) de Paolo Franchi
- 2018 : Une famille italienne (A casa tutti bene) de Gabriele Muccino
- 2023 : Volare de Margherita Buy :

## Récompenses
- 2007 : meilleure actrice au Sulmonacinema Film Festival